# Pictura Translucida
 (décembre 2020).
La Pictura Translucida est une technique de peinture utilisée à l'époque byzantine, et décrite dans le Manuscript Lucca.
Il s'agit d'appliquer sur la surface peinte des couleurs ayant une certaine transparence.